# دروژوو
دروژوو (به بلغاری: Druzhevo) یک منطقهٔ مسکونی در بلغارستان است که در استان صوفیه واقع شده‌است.